# Batalla de La Granada
La batalla de La Granada en 1642 fue uno de los episodios ocurridos durante la Guerra de los Segadores.

## Antecedentes
Poco después de la revuelta que supuso el Corpus de Sangre, el ejército de Felipe IV ocupó Tortosa y Tarragona, y el 17 de enero de 1641, ante la alarmante penetración del ejército castellano, Pau Claris, al frente de la Generalidad de Cataluña, proclamó la República Catalana acordando una alianza política y militar con Francia, poniendo Cataluña bajo la obediencia de Luis XIII de Francia. Pocos días después, con la ayuda del ejército francés, la Generalidad obtuvo una importante victoria militar en la batalla de Montjuic del 26 de enero de 1641, y las tropas castellanas se retiraban a Tarragona.
El 4 de mayo de 1641, el grupo francés de Henri d'Escoubleau de Sourdis se presentó delante de Tarragona e inició el bloqueo de la ciudad con las tropas de tierra de Philippe de La Mothe-Houdancourt. Durante los meses de mayo y junio, se luchó en los alrededores de Tarragona; el Fuerte de Salou cayó en poder de los franceses el 9 de mayo y batalla de Constantí se libró el 13 de mayo. Después de ser derrotados del 30 de junio al 4 de julio de 1641 en la primera batalla de Tarragona, los españoles construyeron un nuevo grupo comandado por García Álvarez de Toledo y Mendoza, que consiguió entregar provisiones a la ciudad e hizo huir al ejército francés al Rosellón.
Una columna castellana de 4500 hombres dirigida por Gerolamo Maria Caracciolo, el marqués de Torrecuso, salió de Tarragona el 23 de marzo de 1642 para socorrer a Perpiñán, que había quedado aislado en el norte. Por orden de Philippe de La Mothe-Houdancourt, las tropas que marchaban hacia el Rosellón fueron interceptadas en Montmeló por la caballería franco-catalana que salió de Barcelona el 28 de marzo, causando mil bajas entre los castellanos en la batalla de Montmeló.

## La batalla
Los supervivientes se retiraron en dirección a Tarragona, pero el 30 de marzo, a la altura de La Granada, sabiéndose perseguidos por la caballería de Philippe de La Mothe-Houdancourt, presentaron batalla, embistiendo con los mosqueteros a la infantería francesa, hasta que la caballería cargó sobre los españoles y finalmente Pedro de Aragón se rindió con 2000 supervivientes el 31 de marzo.

## Consecuencias
Las tropas catalanas y franco-catalanas continuaron avanzando hasta conquistar Monzón y asediar Tortosa sin éxito.
En mayo, los españoles retiraron los tercios que se encontraban en Rosas con un grupo de 78 naves, dando por perdidos los condados. La falta de refuerzos hizo caer Collioure, Perpiñán y Salces.
Las tropas capturadas serían intercambiadas por prisioneros franceses en Douai el 16 de julio de 1643 por los prisioneros franceses capturados en la batalla de Honnecourt.